# Uniones entre Elfos y Hombres
Dentro de la mitología de J.R.R. Tolkien, las Uniones entre Elfos y Hombres son los casamientos entre un Elfo o un Hombre con su pareja de la otra raza. En la Tierra Media, se han dado tres Uniones: Beren y Lúthien, Tuor e Idril, y Aragorn y Arwen.

## Sentido de las Uniones
En un primer momento, puede parecer que las Uniones son azarosas, y en cierto sentido inevitables, ya que es lógico que en un mundo donde cohabitan Elfos y Hombres, acaben juntándose con la otra raza; sin embargo, estas Uniones forman parte un plan mayor de Ilúvatar, y los personajes que las forman fueron escogidos cuidadosamente. 
Así lo expresa Tolkien en sus Cartas: "La entrada de los Hombres en la corriente élfica representa en verdad parte del Plan Divino para el ennoblecimiento de la raza humana, desde el principio destinada a desplazar a los elfos". Por tanto, el sentido de las Uniones no es ni más ni menos que este: el ennoblecimiento de la sangre humana que se ve mezclada con la sagre élfica, e, incluso con la de los Maiar, gracias a Melian. Porque los matrimonios "mixtos" son algo extraordinario, una intervención directa de Eru con propósitos elevados y bien definidos. Además, de las dos primeras Uniones surgen los peredhil, que tienen un papel muy importante, ya que en ellos se sintetiza el amor de Eru por todos sus hijos, y están destinados a hacer grandes cosas.

## Breve historia de las Uniones
Lo que se va a dar a continuación es un breve resumen de estas tres historias; la historia completa la encontrareis en las referencias que hay en el título de cada pareja.

### Tuor e Idril[4]
Ya cansado, Tuor construyó un barco y se hizo a la Mar con su esposa en busca de las Tierras Imperecederas. En el Silmarillion se insinúa que Tuor, excepcionalmente, pudo haber sido contado entre los Elfos. Esto el mismo Tolkien lo confirma en sus cartas: "... siendo la Mortalidad y la Inmortalidad dones especiales de Dios a los Eruhíni (en cuya concepción los Valar no tuvieron parte alguna), debe suponerse que ninguna alteración de especie fundamental podía ser efectuada por los Valar aun en un caso único: los de Lúthien (y Tuor) y sus descendientes fue un acto directo de Dios".

### Aragorn y Arwen[7]

#### La Unión de Arwen y Aragorn ¿Es la cuarta Unión?
Una pregunta que cualquiera que haya leído a Tolkien puede hacerse y que es completamente válida es la siguiente:
¿Es legítimo considerar la Unión de Aragorn y Arwen como Unión (la tercera de ellas) entre Elfos y Hombres?
La justificación de la pregunta es esta: en su condición de peredhil, a Arwen se le exige una decisión en cuanto a su Destino: ser juzgada como Elfa, o recibir el "amargo Don" que Ilúvatar concede a los Hombres. Como su tío Elros mucho tiempo antes que ella, elige la mortalidad (por amor a Aragorn); y al igual que la descendencia de Elros, los hijos de Arwen y Aragorn (Eldarion y las chicas de nombres desconocidos) son Hombres, lo cual demuestra que sus dos padres pertenecen a dicha raza (o que al menos uno de ellos es un Medio Elfo que ha escogido el destino de los hombres). Por tanto, si el matrimonio de Elros no se considera Unión entre Elfos y Hombres, ¿Por qué el de Arwen y Aragorn sí, estando Arwen en la misma situación que Elros? ¿Por qué se admite el matrimonio de Arwen y Aragorn como Unión entre Elfos y Hombres y no el de Elros? ¿Se podría considerar la Tercera Unión la de Elros y su esposa, y la De Arwen y Aragorn la Cuarta?
La respuesta se reduce a ver si, efectivamente, la situación de Elros y Arwen era la misma o no: en un primer momento, uno podría pensar que la propia Arwen tomase la decisión de su Destino después de casarse con Aragorn, lo cual se puede desmentir con una lectura de los Apéndices de El Retorno del Rey: "... y mientras [Aragorn] avanzaba hacia ella bajo los árboles de Caras Galadhon cargados de flores doradas, Arwen hizo su elección y su destino quedó sellado".
Y, sin embargo, aquí está el quid de la cuestión: la solución está entonces en determinar el momento en el que la “elección de Lúthien” es efectiva. Cierto es que en los Apéndices se insinúa que fue en el momento en el que decidió casarse con Aragorn, pero en las Cartas, Tolkien dice que eso ocurrió “cuando se casa con Aragorn”; En el caso de Elros, sin embargo, la decisión se hace efectiva antes de la presunta Unión. Es un matiz quizá un poco pillado por los pelos, pero que explica que la Unión entre Aragorn y Arwen fuese la tercera Unión de Elfos y Hombres, y evita una reinterpretación de una parte tan importante del legendarium de Tolkien.
Por esta razón, la situación de Arwen y Elros es diferente, y es por esto que la Unión de Arwen y Aragorn es verdaderamente la Tercera Unión entre Elfos y Hombres.